# Kulturwertmark
Die Kulturwertmark ist eine vom Chaos Computer Club vorgeschlagene Variante der Kulturflatrate.
Die Grundidee basiert auf der „Kulturflatrate mit manueller Verteilung“, bei der die Einnahmen aus der Kulturflatrate nicht durch eine zentrale Instanz oder Verwertungsgesellschaft ausgeschüttet werden, sondern jeder Nutzer den von ihm zu entrichtenden Beitrag zur Kulturflatrate selbst auf die Künstler seiner Wahl verteilen kann. Im Gegenzug dazu soll das freie Tauschen und Vervielfältigen urheberrechtlich geschützter Werke – insbesondere über Internettauschbörsen – legalisiert werden. Die Organisation und Verwaltung des Kulturwertmark-Systems soll eine zu diesem Zwecke zu gründende unabhängige Stiftung übernehmen.

## Technisches Verfahren
Wie bei der Kulturflatrate soll auf jeden Internetzugang eine Pflichtabgabe erhoben (laut CCC würden mit 5 Euro pro Monat bei über 25 Millionen Internetanschlüssen in Deutschland für das Kulturwertmark-System derzeit 1,5 Milliarden Euro pro Jahr zur Verfügung stehen) oder das Geld für die Kulturwertmark langfristig sogar direkt als Steuer von jedem Bürger eingezogen werden.
Möchte ein Künstler am Kulturwertmark-System teilnehmen, so registriert er seine Werke bei der Stiftung und hinterlegt dort zusätzlich eine DRM-freie Kopie dieser. Danach wird jedem Werk eine eindeutige Identifikationsnummer zugewiesen.
Den Nutzern wird nun das monatlich von ihnen eingezogene Geld in Form von sogenannten Kulturwertmark (in Anlehnung an das Wort Wertmarke) ausgezahlt, die diese dann mithilfe der Identifikationsnummern nach ihrem persönlichen Geschmack an beliebige Künstler verteilen können.
Die Zuweisung der Kulturwertmark an einen Künstler soll dabei völlig anonym geschehen, indem für die Kulturwertmark das Modell der digitalen Münzen von David Chaum verwendet wird. Hierbei erhält zwar jede Münze bei der Ausgabe an den Nutzer eine eindeutige ID, um die mehrfache Bezahlung mit der gleichen Münze auszuschließen, diese bleibt dabei aber der zentralen Ausgabeinstanz durch Verwendung von Chaums Systems der sogenannten „blinden Signaturen“ unbekannt.
Alle Kulturwertmark, die bis zum Ende eines Quartals keinem Künstler zugewiesen wurden, werden danach zwangsweise verteilt und zwar entsprechend dem Verhältnis der bisherigen Quartals-Einnahmen der Künstler aus dem Kulturwertmark-System (ähnlich wie bei Wahlen Nichtwähler im Grunde für die prozentuale Sitzverteilung des Wahlergebnisses der aktiven Wähler stimmen).

## Zusätzliche Aspekte
- Zusätzlich zum Kulturflatrate-Aspekt sieht das Konzept des CCC vor, dass ein Künstler an seinem Werk die Rechte verliert und dieses unter Creative Commons Lizenz gestellt wird, sobald er mit diesem über das Kulturwertmark-System einen bestimmten Geldbetrag eingenommen hat oder es eine bestimmte Zeit lang (zum Beispiel 5 Jahre) beim Kulturwertmark-System registriert war.
- Zudem wird in Erwägung gezogen die Geldsumme prozentual zu begrenzen, die von den Bürgern für eine bestimmte Kunstrichtung, Künstler oder Werk ausgegeben werden darf, um eine „Ballung von Zahlungen an die üblichen Mainstream-Big-Names [zu] verhindern“.[2]
- Auch ist vorgesehen, dass man unabhängig von den monatlichen Zwangsabgaben zusätzliche Kulturwertmark auf freiwilliger Basis erwerben kann.

## Rezeption
Die Kulturwertmark wurde bereits von der SPD in einer kleinen Anfrage an die Bundesregierung sowie von der Partei DIE LINKE in einem Antrag zur Modernisierung des Urheberrechts aufgegriffen. Bundesjustizministerin Sabine Leutheusser-Schnarrenberger (FDP) sprach sich dagegen bei DRadio Wissen gegen die Kulturwertmark aus.